# Festa del Cross
La Festa del Cross è una manifestazione nazionale organizzata dalla FIDAL che si disputa ogni anno in Italia, e racchiude i Campionati Italiani di Cross di ogni categoria. 

## Edizioni
| Anno | Città                  | Periodo                |
| ---- | ---------------------- | ---------------------- |
| 2014 | Nove e Marostica       | 9-10 marzo             |
| 2015 | Fiuggi                 | 14-15 marzo            |
| 2016 | Gubbio                 | 20-12 febbraio         |
| 2017 | Gubbio                 | 11-12 marzo            |
| 2018 | Gubbio                 | 10-11 marzo            |
| 2019 | Torino                 | 9-10 marzo             |
| 2020 | Edizione non disputata | Edizione non disputata |
| 2021 | Campi Bisenzio         | 13-14 marzo            |
| 2022 | Trieste                | 12-13 marzo            |
| 2023 | Gubbio                 | 11-12 marzo            |
| 2024 | Cassino                | 9-10 marzo             |